# Vesicularia glaucissima
Vesicularia glaucissima är en bladmossart som beskrevs av Brotherus 1908. Vesicularia glaucissima ingår i släktet Vesicularia och familjen Hypnaceae. Inga underarter finns listade i Catalogue of Life.